# Selwerd I, II en III
Selwerd I, II en III zijn drie studentenflats in de Groninger wijk Selwerd, die woonruimte bieden aan in totaal bijna duizend studenten en andere jongeren. Tegenwoordig heten ze Cornus, Acero en Dragant.
De drie flats waren geaccentueerd met een voor de Selwerd I-flat (Kornoeljestraat) blauwe kleur, voor de Selwerd II-flat (Esdoornlaan) een rode kleur en voor de Selwerd III-flat (Duindoornstraat) een gele kleur. Deze kleuren zijn sinds de renovatie verdwenen. De flats zijn gelegen nabij het Zernikecomplex van de Universiteit en de Hanzehogeschool, aan de noordrand van Groningen. De afstand tot het stadscentrum is voor Groninger begrippen groot, en mede dankzij een opzet die typisch is voor de jaren zeventig genieten de flats weinig aanzien onder studenten in de rest van de stad.
De Selwerd-flats bestaan elk uit elf verdiepingen, de begane grond meegerekend. Op de meeste verdiepingen bevinden zich twee gangen, waarin per gang 15 studenten wonen. Zij delen hier een keuken en een gezamenlijke woonkamer. Op de begane grond zijn verschillende algemene faciliteiten aanwezig, waaronder een bar, fietsenhokken en een wasruimte.
De Selwerd II-flat op de Esdoornlaan had een eigen bewonersvereniging en een eigen bar. Tot voor kort gold dat ook voor de Selwerd III-flat aan de Duindoornstraat, maar woningcorporatie Lefier gaat deze flat vanaf februari 2018 verbouwen tot semi-zelfstandige woonruimtes, waarbij alleen de keuken gedeeld wordt met 6 a 7 kamers per afdeling. Op de begane grond zullen verschillende algemene faciliteiten komen, waaronder een bar, fietsenhokken en een wasruimte.
De flat aan de Kornoeljestraat is van Lefier en is bijna in zijn geheel verhuurd aan SSH Student Housing die hierin buitenlandse studenten huisvest in gemeubileerde kamers. Sindsdien is er geen bewonersvereniging en flatbar meer in Selwerd I.

## Geschiedenis
De bouw van de flats, die werden ontworpen door het Groninger architectenbureau P. Bügel en J. v.d. Dijk, werd afgerond tussen 1969 en 1970. In het begin van de jaren '90 zijn ze onderworpen aan een grondige revisie, waarbij onder andere nieuwe badkamers zijn aangelegd, ten koste van de zestiende kamer op elke gang. Uit deze tijd stammen ook de recreatieruimtes (de flatbarren) op de begane grond. Er was slechts een klein deel van het verbouwingsbudget over toen men aan Selwerd III toekwam. Hierdoor zijn er verschillen ontstaan tussen de situatie in die flat ten opzichte van die in Selwerd I en II. In 1996 is het Flitsnetwerk aangelegd, dat de flats via glasvezelkabels verbindt met het rekencentrum van de Rijksuniversiteit Groningen. Hiermee zijn alle kamers direct aangesloten op het netwerk van de universiteit en internet. In 2012 worden de flats verbonden met een glasvezelkabel van Ziggo.
In 2019 is Selwerd III gerenoveerd en hernoemd naar Dragant. Sinds medio 2022 zijn ook Selwerd I en Selwerd II volledig gerenoveerd in een vergelijkbare stijl, zoals is gedaan met Selwerd III. Selwerd I heet nu Cornus en Selwerd II Acero.